# Глебов, Пётр Петрович
Пётр Петро́вич Гле́бов (14 апреля 1915, Москва, Российская империя — 17 апреля 2000, Москва, Россия) — советский и русский актёр театра и кино. Участник Великой Отечественной войны. Народный артист СССР (1981), лауреат Государственной премии РСФСР имени братьев Васильевых (1983).

## Биография
Происходит из дворянского рода Глебовых.
В 1931 году окончил Школу-коммуну № 32 имени П. Н. Лепешинского в Москве, в 1935 — Брасовский мелиоративно-дорожный техникум. В 1935—1936 годах работал гидротехником Богучарского районного земельного управления.
В 1937—1940 годах учился в Оперно-драматической студии К. С. Станиславского в Москве, где занимался у М. Н. Кедрова.
С 1941 года — актёр Оперно-драматической студии К. С. Станиславского (с 1948 — Московский драматический театр имени К. С. Станиславского).
С началом Великой Отечественной войны добровольцем ушёл на фронт. Служил в зенитно-артиллерийском полку, который охранял от вражеских самолётов западный сектор Подмосковья: Очаково, Переделкино, аэропорт Внуково. Во время службы, благодаря близости Москвы, по разрешению командования вместе с другими актёрами-бойцами играл в театре.
После войны вновь вернулся в театр, где играл до 1969 года. Участвовал в спектаклях «Три сестры» А. П. Чехова, «Дни Турбиных» М. А. Булгакова, «Салемские ведьмы» А. Миллера и других.
С 1940 года снимался в кино. Первую роль, выходящую за рамки эпизода, сыграл в небольшом антиалкогольном фильме-плакате «Я ничего не помню» (1954).
Самая известная актёрская работа — роль Григория Мелехова в экранизации романа М. А. Шолохова «Тихий Дон», созданной режиссёром С. А. Герасимовым в 1957—1958 годах.
С 1969 года числился в труппе Театра-студии киноактёра. Жил с семьёй на Фрунзенской набережной в доме № 40.
Умер 17 апреля 2000 года на 86-м году жизни в Москве через 3 дня после своего 85-летия. Похоронен на Ваганьковском кладбище (участок № 24).

## Семья
Дед — Владимир Петрович Глебов (1848—1926), служил в канцелярии Московского генерал-губернатора, действительный статский советник, впоследствии член Государственного совета, владелец усадьбы Тарасково, неоднократно избирался предводителем дворянства в Тульской и Калужской губерниях;
Бабушка — княжна Софья Николаевна Трубецкая (1854—1936), занималась благотворительностью, возглавляла совет Московского дамского попечительства о бедных.
Отец — Пётр Владимирович Глебов (1879—1922), коннозаводчик, предводитель Каширского дворянства.
Мать — Мария Александровна Глебова (урождённая Михалкова), домохозяйка, родная сестра В. А. Михалкова, отца С. В. Михалкова.
Супруга — Марина Алексеевна Левицкая (1916—2009), дочь потомственного дворянина Алексея Сергеевича Левицкого (1887—1920) и Марии Фёдоровны Свечиной (1881—1952). Мать Марии Фёдоровны, княжна Елена Ивановна Шаховская, известна тем, что в 1903 году опубликовала неизвестное ранее стихотворение Тютчева «Нам не дано предугадать, Как слово наше отзовётся…», найденное ею при разборе архива бабушки.[значимость факта?]
Дочь — Елена Петровна (род. 1956), в 1978 году окончила Школу-студию МХАТ (курс С. С. Пилявской, В. Н. Богомолова). Работала в МХАТе имени М. Горького. Заслуженная артистка РФ (1995).
Дочь — Ольга Петровна, преподаватель английского языка, была в гражданском браке с телеведущим Святославом Бэлзой (1942—2014), имеет сына Фёдора (род. 1981).
Московские особняки предков рода Глебовых находились на Молчановке (построена после пожара 1812 года действительным статским советником П. И. Глебовым — крёстным отцом Льва Пушкина) и на Большой Никитской (см. Геликон-Опера).

## Роли в театре
- «Однажды в двадцатом» Н. М. Коржавина, режиссёры: Б. А. Львов-Анохин и М. Ю. Резникович — Губенко[11]
- 1954 — Дни Турбиных М. А. Булгакова — Студзинский

## Фильмография

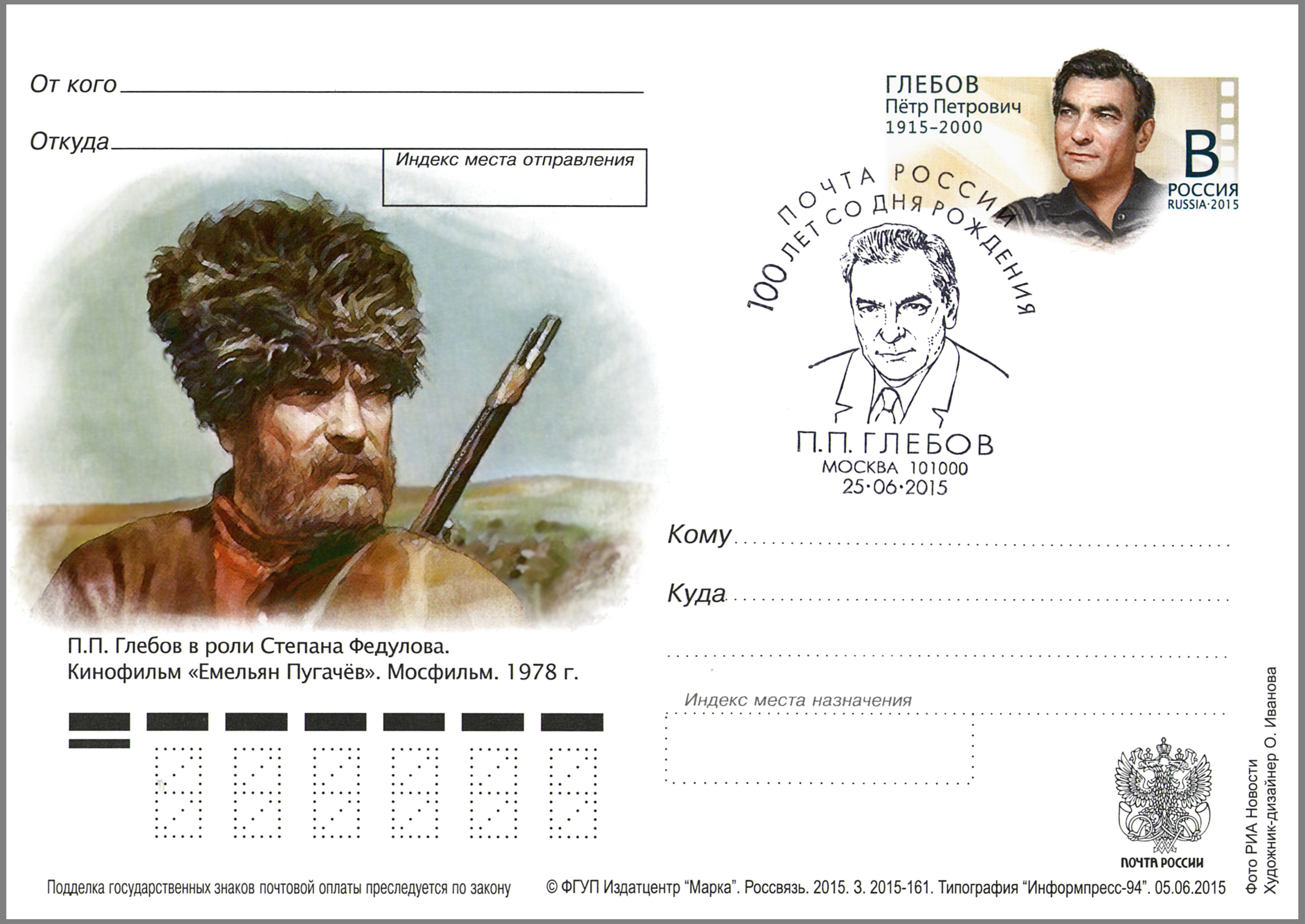
Пётр Глебов в роли Степана Федулова. Кинофильм «Емельян Пугачёв», 1978 г. Почтовая карточка, выпущенная к столетию со дня рождения актёра. Россия, 2015 г.,

Всего актёр снялся более чем в сорока фильмах. Из них — в восьми телевизионных.
- 1940 — Любимая девушка — зритель на соревнованиях по плаванию
- 1947 — Поезд идёт на восток — военный на вокзале в Москве
- 1954 — Я ничего не помню (новелла из киноальманаха «Родимые пятна») — Анатолий Прахов
- 1956 — Убийство на улице Данте — партизан
- 1958 — Тихий Дон — Григорий Пантелеевич Мелехов
- 1961 — Поднятая целина — Александр Анисимович Половцев
- 1961 — Балтийское небо — майор Константин Игнатьевич Лунин
- 1962 — Моцарт и Сальери (фильм-опера) — Сальери
- 1963 — Иоланта (фильм-опера) — врач-мудрец Эбн-Хакиа
- 1964 — Царская невеста (фильм-опера) — Иван Грозный
- 1964 — Одиночество — Сторожев
- 1966 — А теперь суди… — Илларион Гроза
- 1967 — Возмездие — эпизод (нет в титрах)
- 1967 — Они живут рядом — Кораблёв

- 1969 — Неподсуден — Самойлов
- 1969 — Сердце Бонивура — Караев
- 1970 — Освобождение — генерал Павел Ротмистров
- 1970 — О друзьях-товарищах — Виталий Александрович Глазьев
- 1970 — Морской характер — полковник Архипов
- 1971 — Смертный враг — Влас Тимофеевич
- 1971 — Кочующий фронт — командарм Пётр Щетинкин
- 1972 — Случайный адрес — Иван Куприянович, бригадир
- 1972 — Неизвестный, которого знали все — Алексей Савчук
- 1973 — Зарево над Дравой / Zarevo nad Drava
- 1974 — Пламя — Суровцев, командир партизан
- 1974 — Наследники — отец Виктора Зарубина
- 1974 — Вот такие истории (фильм-спектакль) — Савин
- 1975 — На ясный огонь — председатель губкома
- 1975 — На край света… — отец Симы
- 1975 — Военные сороковые (фильм-концерт)
- 1975 — Смотреть в глаза… — Иван Давиденко
- 1977 — Эхо в пуще
- 1977 — Талант — профессор Николай Егорович Жуковский
- 1978 — Емельян Пугачёв — атаман Степан Федулов
- 1980 — Всадник на золотом коне — Катил-Бадтша
- 1980 — Юность Петра — Цыган
- 1980 — В начале славных дел — Цыган
- 1981 — Мужики!.. — Матвей Зубов
- 1981 — Полынь — трава горькая — генерал Жарков
- 1982 — Формула света — Маховиков, начальник строительства ГЭС
- 1983 — Ураган приходит неожиданно — Хоменко
- 1984 — Наследство — генерал Столетов
- 1984 — Идущий следом — отец Лены
- 1985 — На крутизне — Савва Анисимович Терещенко
- 1985 — Битва за Москву — С. М. Будённый
- 1986 — Скакал казак через долину — Лукич, милиционер
- 1986 — Премьера в Сосновке — Алексей Никифорович, председатель колхоза
- 1986 — Постарайся остаться живым — генерал Архипов
- 1986 — Без срока давности — Роман Кириллович Пайгин
- 1987 — Сурейя — дядя Коля
- 1993 — Бравые парни (Украина) — майор Константин Чередниченко
- 1993 — Дедушка хороший, но… не говорит, куда спрятал деньги — генерал Антонов

Озвучивание фильмов
- 1966 — Восточный коридор — Иван Лобач (роль Р. Адомайтиса)
- 1967 — Колонна — Джерула (роль И. Чобану)
- 1968 — Времена землемеров
- 1970 — Подсолнухи — итальянский рабочий (роль С. Транквилли)

## Награды и звания
Почётные звания
- заслуженный артист РСФСР (10 февраля 1959)
- народный артист РСФСР (28 марта 1974)[12]
- народный артист СССР (7 декабря 1981) — за большие заслуги в развитии советского киноискусства[13]

Премии
- Государственная премия РСФСР имени братьев Васильевых (1983) — за роль в фильме «Мужики!» (1981)

Ордена и медали
- орден «За заслуги перед Отечеством» III степени (15 апреля 2000) — за большой вклад в развитие отечественного киноискусства[14] (был вручён дочери Елене на сороковой день после смерти)
- орден Ленина (7 декабря 1981) — за большие заслуги в развитии советского киноискусства[15]
- орден Отечественной войны II степени (1985)[источник не указан 394 дня]
- орден Дружбы народов (12 апреля 1985) — за заслуги в развитии советского киноискусства и в связи с семидесятилетием со дня рождения[16]
- орден Красной Звезды[источник не указан 395 дней]
- медаль «За оборону Москвы» (1944)[источник не указан 395 дней]
- медаль «За победу над Германией в Великой Отечественной войне 1941—1945 гг.» (1945)[источник не указан 395 дней]
- медаль «В память 800-летия Москвы» (1947)[источник не указан 395 дней]
- медаль «Двадцать лет Победы в Великой Отечественной войне 1941—1945 гг.»[источник не указан 395 дней]

Другие награды, поощрения
- Благодарность Президента Российской Федерации (25 декабря 1995) — в связи со 100-летием мирового и российского кинематографа за заслуги перед государством и большой вклад в отечественную культуру[17]
- Серебряная медаль имени А. Довженко (1975, за участие в фильме «Пламя»)
- Нагрудный значок «Отличник кинематографии СССР» (1970)
- Почётный кинематографист России (1975)
- Почётные грамоты Президиума Верховного Совета Латвийской ССР (1967) и Азербайджанской ССР (1972) — за успешную пропаганду русского искусства и литературы в дни декады русской культуры
- Почётная грамота Госкино СССР и ЦК профсоюза работников культуры (1979) — за многолетнюю успешную работу в системе кинематографии
- ВКФ в Москве (1958, Премия за лучшую мужскую роль, фильм «Тихий Дон»)

## Память
- 2003 — Пётр Глебов (из цикла телепрограмм канала ОРТ «Чтобы помнили») (документальный)
- 2006 — Пётр Глебов (из цикла передач телеканала ДТВ «Как уходили кумиры») (документальный)